# Abderrazak Khairi
Abderrazak Khairi (ur. 20 listopada 1962 w Rabacie) – marokański piłkarz grający na pozycji napastnika.

## Kariera klubowa
Abderrazak Khairi w czasie kariery piłkarskiej grał w: AS FAR Rabat, omańskim Suwaiq Club oraz US Yacoub El Mansour.

## Kariera reprezentacyjna
W reprezentacji Maroka Abderrazak Khairi grał w latach osiemdziesiątych.
W 1985 roku uczestniczył w zakończonych sukcesem eliminacjach do Mistrzostw Świata 1986.
Na Mundialu w Meksyku Abderrazak Khairi był podstawowym zawodnikiem i wystąpił we wszystkich czterech meczach Maroka z reprezentacją Polski, reprezentacją Anglii, reprezentacją Portugalii(strzelił dwie bramki) oraz reprezentacją RFN.

## Kariera trenerska
Po zakończeniu kariery piłkarskiej Abderrazak Khairi został trenerem. Prowadził kolejno kluby: Union Touarga, Chabab Rif Al Hoceima, AS Salé, Raja Beni Mellal, AS FAR Rabat, Sohar SC, Saham Club, KAC Kénitra, Suwaiq Club, JS de Kasbah Tadla oraz ponownie FAR Rabat, Sohar SC i AS Salé.